# Ріккардо Паладіні
Ріккардо Паладіні (італ. Riccardo Paladini, 12 вересня 1879, Монтополі-ін-Валь-д'Арно — 19 березня 1943, Ліворно) — італійський адмірал, учасник Другої світової війни.

## Біографія
Ріккардо Паладіні народився 12 вересня 1879 року у місті Монтополі-ін-Валь-д'Арно. У 1893 році вступив до Військово-морської академії в Ліворно, яку закінчив у 1898 році у званні гардемарина. Ніс службу на крейсері «Амеріго Веспуччі», броненосці «Енріко Дандоло», крейсері «Етторе Ф'єрамоска». У 1911—1912 роках у званні лейтенанта брав участь в італійсько-турецькій війні на борту крейсера «П'ємонте», а пізніше заступником капітана міноносця «Есперо».
Під час Першої світової війни командував декількома міноносцями. У 1917 році отримав звання капітана III рангу і командував есмінцями «Остро», «Еуро» і «Розоліно Пло». За участь у бойових діях був нагороджений хрестом «За військову доблесть» та хрестом «За бойові заслуги». Після закінчення війни протягом 1919—1920 років був військово-морським комендантом острова Луссіно.
У 1920 році отримав звання капітана II рангу, протягом 1923—1924 років був військово-морським комендантом Гаети, протягом 1924—1925 років — командувачам мобільної флотилії MAS. У 1925—1926 роках командував скаутом «Леоне». У 1926 році отримав звання капітана I рангу, і протягом 1927—1929 років керував департаментом офіцерів у Міністерстві військово-морського флоту. Протягом 1929—1932 років командував групою крейсерів-скаутів, тримаючи флагманський прапор на «Антоніо да Нолі». У 1932—1933 роках був заступником командувача Військово-морської академії в Ліворно. У 1933 році отримав звання контрадмірала та призначений секретарем Вищої ради флоту (італ. Consiglio Superiore della Marina).
З 1 листопада 1934 року по 11 січня 1936 року Ріккардо Паладіні керував Військово-морською академією в Ліворно. У 1935 році отримав звання дивізійного адмірала.
Потім командував 1-ю дивізією важких крейсерів (флагманський корабель — крейсер «Тренто»), з жовтня 1936 року по 27 січня 1937 року — 3-ю дивізією важких крейсерів (флагманський корабель — крейсер «Горіція»). Протягом 1937—1938 років командував автономним військово-морським командуванням на Сицилії. Після присвоєння звання віцеадмірала очолив Військово-морський департамент Іонічного моря та Отранто в Таранто.
16 серпня 1939 року призначений командувачем 2-ї ескадри, яка складалась з 1-ї та 3-ї дивізій важких крейсерів та 7-ї дивізії легких крейсерів (флагманський корабель — крейсер «Пола»).
На момент вступу Італії у Другу світову війну 10 червня 1940 року Ріккардо Паладіні перебував на посту командувача 2-ї ескадри, з якою брав участь в битві біля Пунта Стіло. Проте вже за півтора місяці, 25 липня 1940 року через напад стенокардії був змушений залишити командування адміралу Анджело Якіно. У серпні того ж року знову призначений командувачем Військово-морської академії. У 1942 році отримав звання адмірала ескадри (італ. ammiraglio di squadra). У січні 1943 року отримав звання адмірала флоту (італ. ammiraglio d'armata).
19 березня 1943 року помер у Ліворно через проблеми із серцем.

## Нагороди
- Офіцер Савойського військового ордена
- Хрест «За військову доблесть»
- Хрест «За бойові заслуги»
- Великий офіцер Ордена Святих Маврикія та Лазаря
- Кавалер Великого хреста Ордена Корони Італії
- Командор Колоніального ордена Зірки Італії